# هيماتيين
الهيماتيين ينتج من أكسدة الهيماتوكسيلين، ويستخدم في التلوين، وهو مركب بلوري، ينحل جزئياً في الكحول، ولا ينحل في الماء، ولا يجب الخلط بينه وبين الهيماتين، لان الهيماتيين يكون لونه بنّي غامق وهو الذي يعطي لون لُبَّ خشب البَقم هذا اللون، أما الهيماتين ذو لون بني أسود.